# Krupskoi (Dnepróvskaia)
|  | Per a altres significats, vegeu «Krupskoi». |

Krupskoi - Крупской (rus) - és un khútor del krai de Krasnodar, a Rússia. Es troba a la riba dreta del riu Kirpili. És a 9 km a l'oest de Timaixovsk i a 69 km al nord de Krasnodar.
Pertany a l'stanitsa de Dnepróvskaia.